# Eitel-Frédéric II de Hohenzollern
Eitel-Frédéric II de Hohenzollern (en allemand : Eitel-Friedrich II von Hohenzollern, 1452-1512), fut comte de Hohenzollern de 1488 à sa mort. Il a été le premier président de la Chambre impériale, fondée en 1495 sous Maximilien Ier.

## Famille
Il est le fils de Just-Nicolas Ier de Hohenzollern et d'Agnès de Werdenberg, et le frère de Frédéric II de Zollern, prince-évêque d'Augsbourg.

### Mariage et descendance
En 1482, Eitel-Frédéric II de Hohenzollern épousa Madeleine de Brandebourg-Tangermünde (†1496), fille du margrave Frédéric III de Brandebourg-Tangermünde).
Six enfants sont nés de cette union :
- François de Hohenzollern (1483-1517), en 1503, il épousa Rosine de Bade (1487-1553), (fille du margrave Christophe Ier de Bade), (sept enfants)
- Wandelberthe de Hohenzollern (1484-1581), en 1507, elle épousa le comte Albert III von Hohenlohe (†1551)
- Joachim de Hohenzollern (1485-1538), comte de Hohenzollern, en 1513, il épousa Anastasie von Stoffeln (†1530), (fille d'Henri von Stoffeln (un enfant : Just-Nicolas II de Hohenzollern, comte de Hohenzollern)
- Salomée de Hohenzollern (1488-1548), en 1507, elle épousa le comte Louis XV von Oettingen (†1557)
- Eitel-Frédéric III de Hohenzollern, comte de Hohenzollern
- Anne de Hohenzollern (1490-1496), elle fut religieuse.

Eitel-Frédéric II de Hohenzollern succéda à son père en 1488.

## Généalogie
Eitel-Frédéric II de Hohenzollern appartient à la quatrième branche (lignée Hohenzollern-Hechingen) issue de la première branche de la Maison de Hohenzollern. Cette quatrième lignée appartient à la branche souabe de la Maison de Hohenzollern. Elle s'est éteinte en 1869 à la mort de Frédéric Guillaume de Hohenzollern-Hechingen. Eitel-Frédéric II de Hohenzollern est l'ascendant de Michel Ier de Roumanie.